# 海姆斯海滩

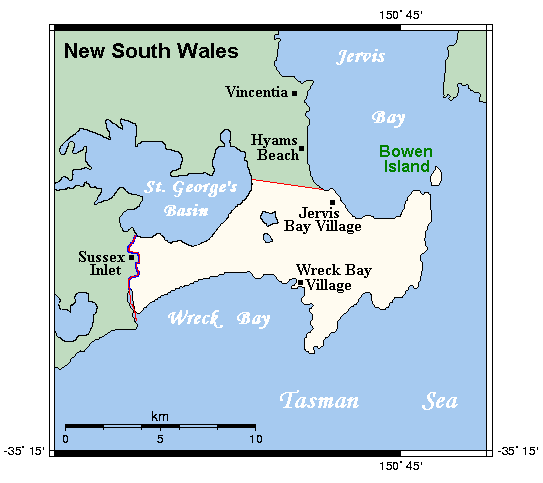
地图

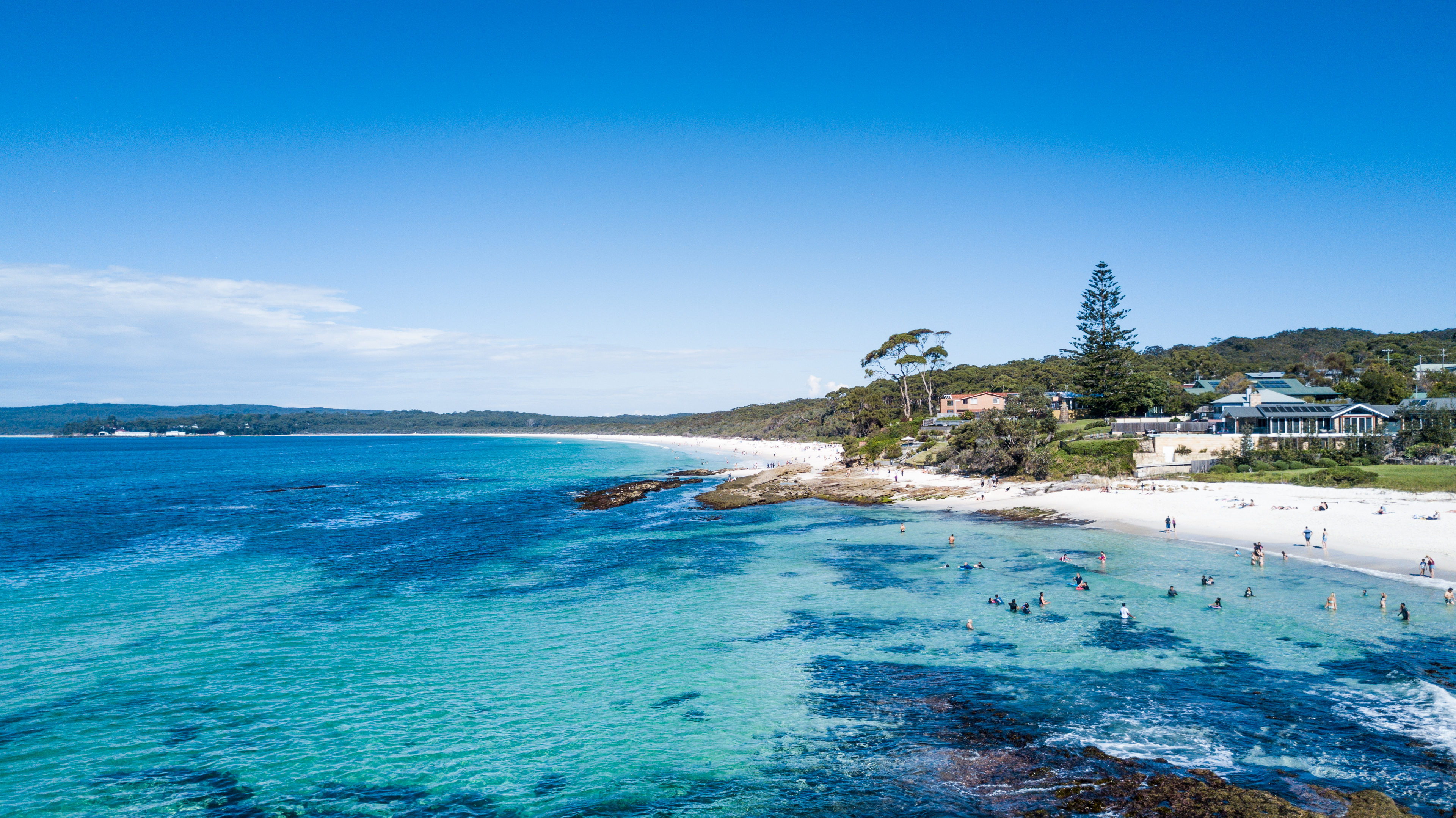

海姆斯海滩（英語：Hyams Beach）是澳大利亚新南威尔士州南部海岸的一个村落，濒临杰維斯灣，距离悉尼以南3小时车程，附近有3个海滩：北面的中国人海滩（Chinaman's Beach）、中间的海姆斯海滩和南面的水手海滩（Seaman's Beach）。水手海滩是三个海滩中最长的一个，延伸约2公里。
吉尼斯世界纪录大全称海姆斯海滩是世界上最白的沙滩。
2006年，海姆斯海滩的人口为122人。